# Rito dell'unzione degli Infermi

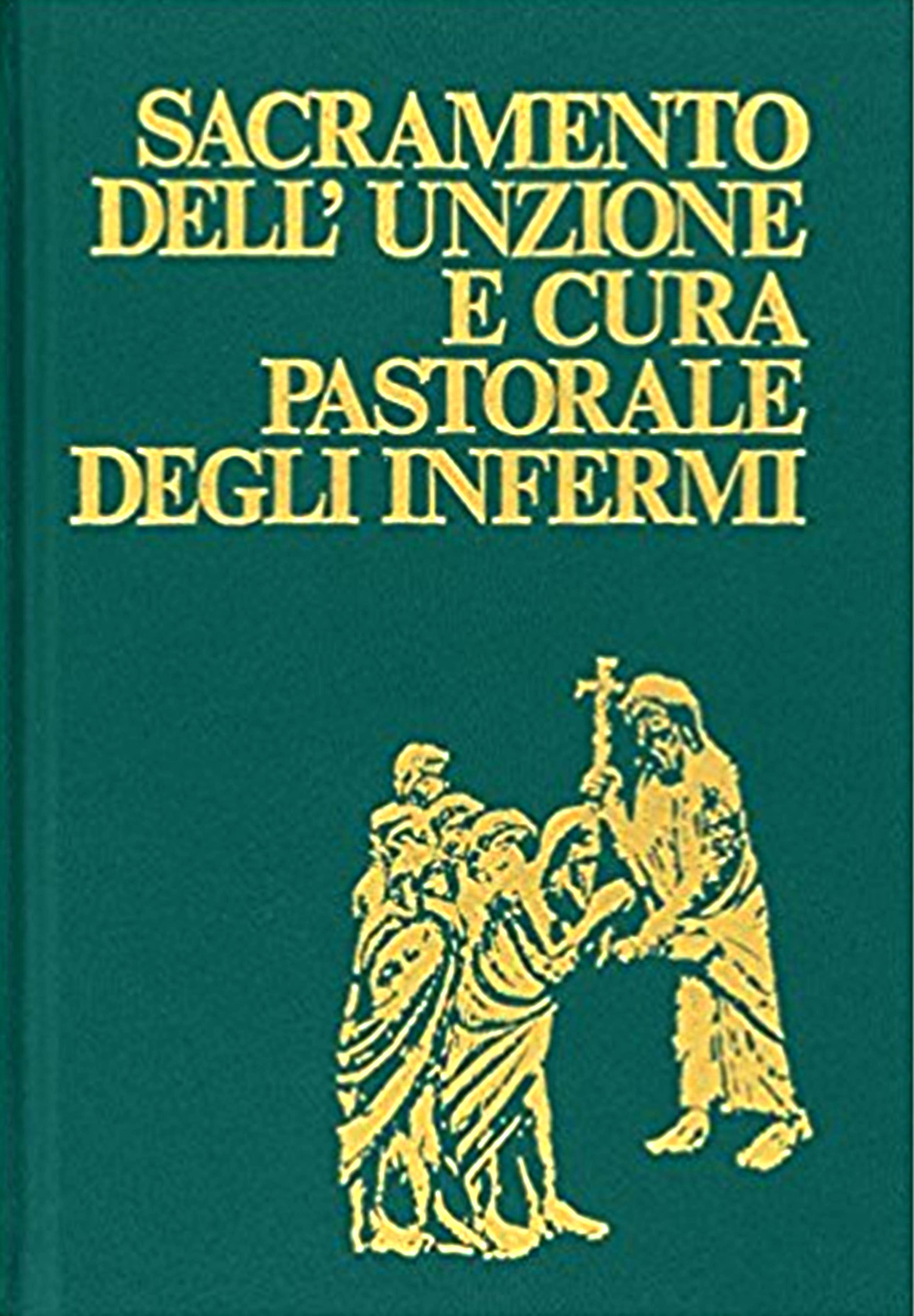
Copertina frontale del Libro sul Sacramento dell'Unzione e cura pastorale degli infermi

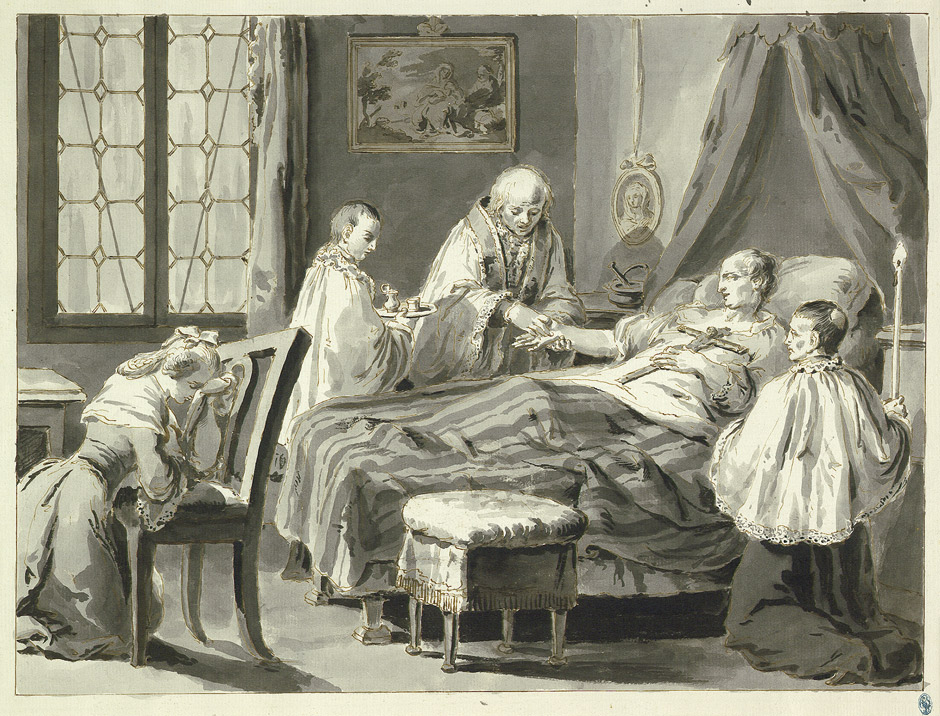
Sacramento dell'Estrema Unzione (1779), incisione di Pietro Antonio Novelli

Il Rito dell'unzione degli Infermi o «Sacramento dell'Unzione e cura pastorale degli infermi» (latino: Ordinis Unctionis Infirmorum Eorumque Pastoralis Curæ (abbreviato: OUI) è un testo del Rituale romano per la celebrazione del sacramento dell’Unzione degli infermi nella Chiesa cattolica. 
Riformato a norma dei decreti del Concilio Ecumenico Vaticano II fu approvato dal pontefice Paolo VI che ne autorizzò la promulgazione avvenuta con decreto della Sacra Congregazione per il culto divino, il 10 maggio 1974. Anticamente era chiamato "Sacramento dell'Estrema Unzione".

## Le parti costitutive del Rito dell’Unzione degli infermi
Il suddetto Ordo comprende: i Prænotanda e sette capitoli.  
- I. Visita e Comunione degli infermi (De visitatione et communione infirmorum)
- II. Rito dell'Unzione degli infermi (Ordo Unctionis infirmi)
- III. Celebrazione dell'Unzione in una grande assemblea di fedeli
- IV Il Viatico (De Viatico)
- V. Rito per conferire i sacramenti a un infermo in pericolo di morte (Ordo præbendi sacramenta infirmo qui est in proximo mortis periculo)
- VI. La Confermazione in pericolo di morte (De Confirmatione in periculo mortis)
- VII. Raccomandazione dei moribondi (Ordo commendationis  morientium)